# Данильченко, Николай Иванович
Николай Иванович Данильченко (1 июля 1999, Стрежевой — 25 сентября 2022) — российский военнослужащий. Командир танкового взвода. Герой Российской Федерации (2022, посмертно).

## Биография
Родился 1 июля 1999 года в городе Стрежевой Томской области.
В 2016 году, после окончания Омского кадетского военного корпуса, поступил курсантом Омского автобронетанкового инженерного института.
В 2021 году, после окончания института по специальности «эксплуатация и ремонт бронетанковой техники», был распределён в танковый батальон 200-й отдельной мотострелковой Печенгской Краснознамённой ордена Кутузова бригады 14-го армейского корпуса Береговых войск Северного флота командиром танкового взвода.
С 24 февраля 2022 года в составе своего подразделения принимал участие во вторжении России на Украину.
Похоронен 4 октября в Омске на Старо-Северном кладбище.

## Награды
- Указом Президента России Владимира Путина от 9 ноября 2022 года № 811 за «мужество и героизм, проявленные при выполнении боевого задания» удостоен звания Героя Российской Федерации посмертно. 9 декабря 2022 года в Омске командующий Северным флотом адмирал А. А. Моисеев и губернатор Омской области А. Л. Бурков передали медаль «Золотая Звезда» семье Героя.
- Медаль «За отвагу» (Указ Президента Российской Федерации № 150 от 25 марта 2022 г.);
- Медаль Суворова (Указ Президента Российской Федерации № 275 от 9 мая 2022 г.);
- Медаль «За боевые отличия» (приказ Министра обороны Российской Федерации № 1020 от 12 сентября 2022 г.).

## Общественные почести
- В октябре 2022 года имя Николая Данильченко увековечено на мемориале танкистов в посёлке Луостари Печенгского района Мурманской области.
- В феврале в стенах Омского автобронетанкового инженерного института на кафедре военно-политической работы в войсках (силах) в феврале 2023 года торжественно открыта аудитория имени Данильченко[1][2].
- 27 сентября 2023 года в Омском кадетском военном корпус была открыта экспозиция, приуроченная к годовщине гибели выпускника 2016 года Данильченко. Комплект парадной формы для экспозиции, награды, личные вещи, включая удостоверение кадета, были переданы родителями Николая[3].
- 16 октября 2023 года в Заполярном состоялось открытие мемориальной доски на доме, где проживал Данильченко.
- 9 декабря 2023 года Марьяновской школе № 2 присвоено имя Николая Данильченко[4][5].